# Bombylius primogenitus
Bombylius primogenitus är en tvåvingeart som beskrevs av Walker 1849. Bombylius primogenitus ingår i släktet Bombylius och familjen svävflugor. Inga underarter finns listade i Catalogue of Life.